# Oarța de Sus, Maramureș
Oarța de Sus este un sat în comuna Oarța de Jos din județul Maramureș, Transilvania, România.

## Etimologie
Etimologia numelui localității: Din Oarța (derivat din tema Oar- + suf. -ț + -a) + de + Sus. 

## Demografie
La recensământul din 2011, populația era de 581 locuitori. 

## Așezare
Localitatea Oarța de Sus este situată în Sud-Vestul județului Maramureș, la poalele dealului Măgura din Culmea Codrului (Făgetului). Cu o suprafață de 1359 ha, satul Oarța de sus se întinde de-a lungul a trei văi: Valea Măgurii, Valea Perilor și Valea Bobotii. Vecinii localității sunt localitatățile Orțița în est și sud-est, Stremț în nord, comuna Bicaz în vest, și localitățile Giurlatecul Hododului și Hodod (județul Satu Mare) în sud. 
În distanțe rutiere, Oarța de Sus se afla la 57 km de municipiul Baia Mare (jud. Maramureș), la 47 km de municipiul Zalău (jud. Sălaj), și la 16 km de localitatea Cehul Silvaniei (oraș în jud. Sălaj).

## Istorie

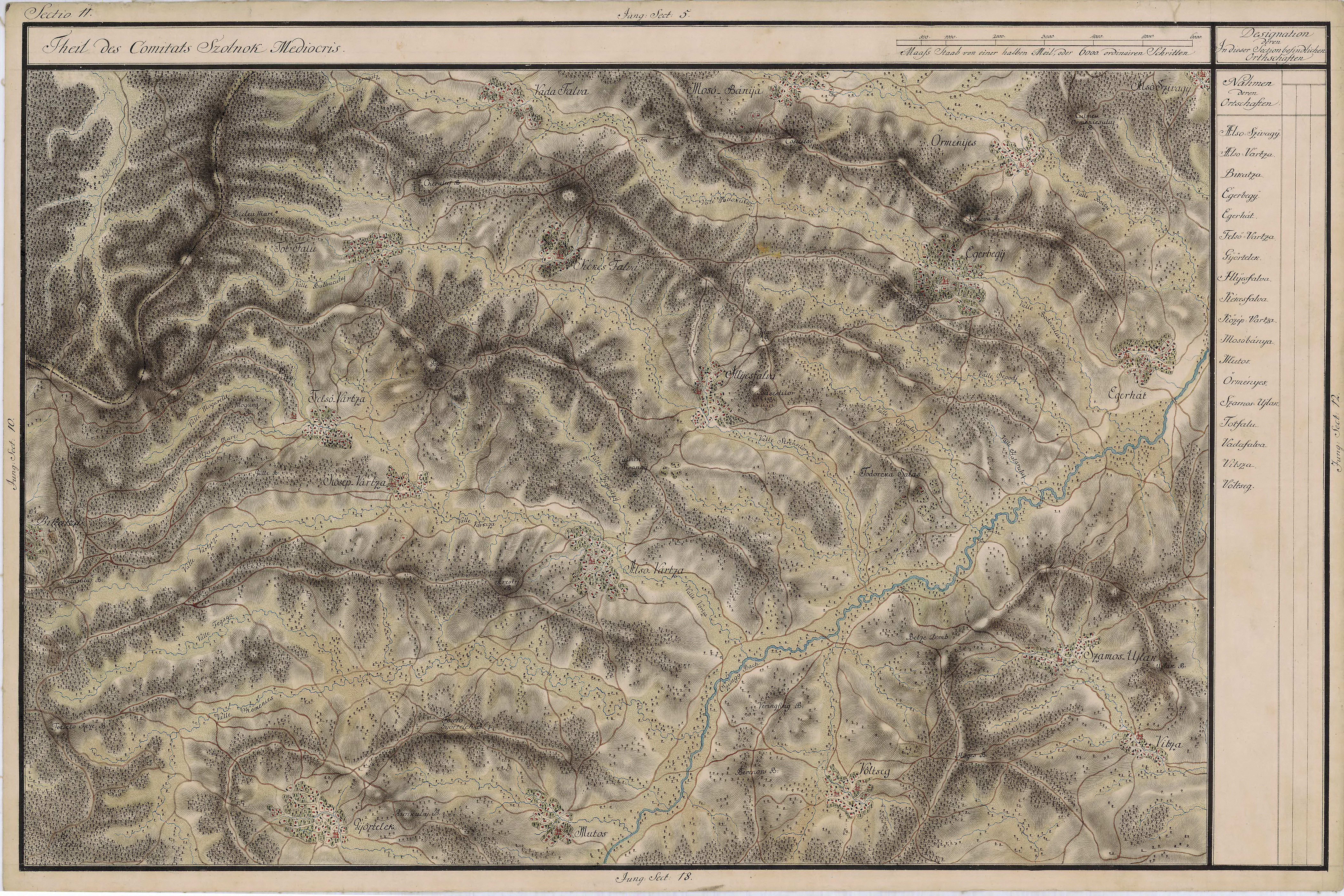
Oarța de Sus în Harta Iosefină a Transilvaniei

Prima atestare documentară a localității Oarța de Sus datează din anul 1391, într-o diplomă emisă de regele Ungariei Sigismund, prin care acesta dăruiește voievozilor din Maramureș satele Balc, Drag și zece moșii în districtul Ardudului.
De-a lungul istoriei, Oarța de Sus a aparținut mai multor unități administrative: Voievodatul lui Menumorut, Comitatul Szolnokul de Mijloc, Județul Sălaj, Regiunea Maramureș. Din anul 1968, Oarța de Sus aparține județului Maramureș.
La sfârșitul secolului al XIX-lea și începutul secolului al XX-lea, locuitorii Oarței au participat în lupta pentru emancipare națională și unirea cu patria-mamă sub comanda lui George-Pop de Băsești.
Localitatea este cunoscută în țară și străinătate în principal datorită descoperirilor arheologice din zonele Ghiile Botii, Citere, Holmuri și altele.

## Învățământ
Oarta de Sus are două școli — una mai noua și alta mai veche, frecventate de 75 de elevi.

## Personalități
În Oarța de Sus s-a născut mitropolitul Andrei al Albei, Crișanei și Maramureșului și arhiepiscop al Vadului, Feleacului si Clujului.
1. ↑   Dorin Ștef, Dicționar etimologic al localităților din județul Maramureș, Editura Ethnologica, Baia Mare, 2016.
2. ↑  „copie arhivă”. Arhivat din original la 8 iunie 2016. Accesat în 4 iulie 2016.
3. 1 2  „Oarța de Sus - Despre noi”. Arhivat din original la 4 iunie 2016. Accesat în 6 mai 2016.
4. ↑  „Distanța Baia Mare - Oarța de Sus”.
5. ↑  „Distanța Oarța de Sus - Zalău”.
6. ↑  „Distanța Cehu Silvaniei - Oarța de Sus”.
7. ↑  „Oarța de Sus - Monografie”. Arhivat din original la 4 iunie 2016.